# Schmitten (Graubünden)
Schmitten (Reto-Romaans: Ferrera; Italiaans (verouderd): Ferrara of Ferrera) is een gemeente en plaats in het Zwitserse kanton Graubünden, en maakt deel uit van het district Albula.
Schmitten telt 266 inwoners.